# Yu Ji
 (février 2010).
Si vous disposez d'ouvrages ou d'articles de référence ou si vous connaissez des sites web de qualité traitant du thème abordé ici, merci de compléter l'article en donnant les références utiles à sa vérifiabilité et en les liant à la section « Notes et références ».
Yu Ji (?-200[réf. nécessaire]) est un prêtre taoiste qui vivait durant la fin de la dynastie Han.
Le jeune chef Sun Ce devint fou de rage lorsqu'il découvrit que ses hommes avaient été envoutés par ce qu'il qualifiait « d'hérésie et de superstition » et fit exécuter Yu Ji. On dit[Qui ?] qu'après sa mort, son fantôme hanta le sommeil de Sun Ce, qui finit par en mourir.